# Kali bitartrat
Kali bitartrat, cũng có tên khác là kali hydro tartrat, với công thức hóa học KC4H5O6, là một sản phẩm phụ của quá trình sản xuất rượu. Trong nấu ăn nó có tên là kem tartar. Nó là muối axit của kali với axit tartaric (một axit cacboxylic). Nó có thể được sử dụng trong nướng bánh hoặc làm dung dịch làm sạch (khi trộn với dung dịch axit như nước chanh hoặc dấm trắng).

## Dạng tồn tại

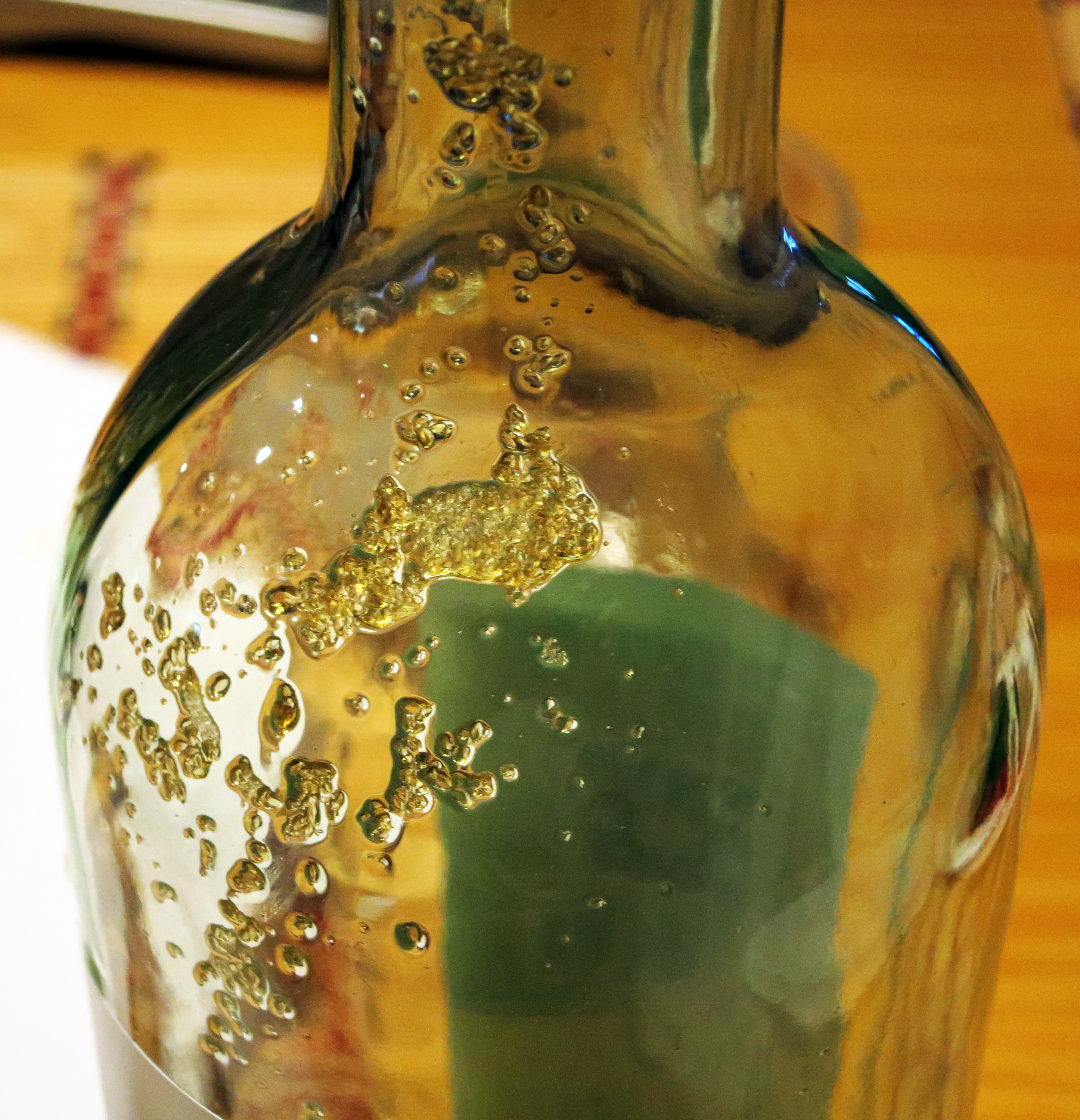
Kali bitartrat trong một chai rượu trắng rỗng

Kali bitartrat kết tinh trong thùng rượu vang trong quá trình lên men nho, và có thể kết tủa tách khỏi rượu trong chai. Các tinh thể (kim cương rượu) thường hình thành dưới đáy chai đựng rượu vang đã được bảo quản ở nhiệt độ dưới 10 °C (50 °F), và hiếm khi hòa tan tự nhiên vào rượu vang.
Những tinh thể này cũng kết tủa ra khỏi nước nho tươi đã được ướp lạnh hoặc được để mặc một thời gian.  Để ngăn chặn các tinh thể hình thành trong mứt nho tự chế, nước ép quả tươi ban đầu nên được ướp lạnh qua đêm để thúc đẩy việc kết tinh. Các tinh thể kali bitartrat được loại bỏ bằng cách lọc qua hai lớp vải phủ. Nước ép có lọc sau đó có thể được làm thành mứt hoặc thạch. Trong một số trường hợp, chúng dính vào bên cạnh hộp chứa đã được ướp lạnh, làm cho việc lọc trở nên không cần thiết.
Dạng thô (được biết như beeswing) được thu thập và tinh chế để tạo ra bột màu trắng, không mùi, có tính axit được sử dụng cho nhiều mục đích nấu ăn và gia dụng khác.